# California State University - Northridge
De California State University - Northridge (CSUN), vaak verkort tot Cal State Northridge, is een Amerikaanse openbare universiteit in Northridge, een buurt in de verstedelijkte San Fernando Valley in Los Angeles (Californië). De universiteit maakt deel uit van het California State University-systeem, dat in totaal 23 campussen telt, waarvan verschillende in de agglomeratie rond Los Angeles.
Cal State Northridge is ontstaan als een satellietcampus van de California State University - Los Angeles op een locatie in de San Fernando Valley. In 1958 werd de school een onafhankelijk college als het San Fernando Valley State College. Er werden grote werken uitgevoerd om de campus uit te breiden. In 1972 kreeg de school haar huidige naam en het universiteitsstatuut.
De universiteit biedt bachelordiploma's aan in 61 vakgebieden, masters in 42 gebieden en één doctoraatsprogramma in educagtional leadership. Cal State Northridge heeft een alumninetwerk van meer dan 200.000 afgestudeerden.

## Alumni
Enkele bekende alumni van Cal State Northridge zijn:
- Paula Abdul, danseres en zangeres
- Beth Allen, golfster
- Deanne Bray, actrice
- Joan Chen, actrice en regisseur
- Morris Chestnut, acteur
- Kevin Corcoran, acteur
- John Densmore, drummer bij The Doors
- Richard Dreyfuss, acteur
- Jenna Elfman, actrice
- Robert Englund, acteur
- Teri Garr, actrice en comédienne
- David Gerrold, sciencefictionschrijver
- Florence Griffith-Joyner, atlete
- Alyson Hannigan, actrice
- Phil Hartman, acteur en komiek
- Scott Horowitz, astronaut
- Helen Hunt, actrice
- Nicole Linkletter, model
- Linda Lingle, politica
- Cheech Marin, komiek en acteur
- Charles Martin Smith, acteur en regisseur
- Eva Mendes, actrice
- Robert Newman, acteur
- Jean Bruce Scott, actrice
- Leland Sklar, bassist, zanger en componist
- Andy Summers, muzikant en componist
- Serj Tankian, zanger bij System of a Down
- Diane Warren, songwriter
- Debra Winger, actrice